# Cita con el crimen
Cita con el crimen (en el original alemánː Im Angesicht des Verbrechens) es una serie de televisión alemana emitida por ARTE, y protagonizada por Max Riemelt y Ronald Zehrfeld.

## Sinopsis
La trama consiste en varias historias que se entrelazan. El policía de Berlín, Marek Gorsky, hijo de inmigrantes letón-judíos, y su colega Sven Lottner, de Berlín Este, investigan en el medio de la mafia rusa. Gorsky no puede olvidar que su hermano fue asesinado hace diez años y que el autor nunca fue capturado. Como oficial de policía, Gorsky es poco respetado por su familia, ya que su hermana Stella está casada con el vor v zakone, Mischa. Mischa, es uno de los padrinos establecidos de la mafia rusa de la capital, tiene que defender la competencia de Andrej, que está disputando cada vez más el terreno de Mischa y su clan. Los choques entre los dos clanes y sus respectivas brigadas son un elemento fundamental de la trama. Otra importante historia es la de Yelena y Svetlana, dos mujeres ucranianas que son atraídas a Berlín y forzadas a prostituirse allí. Mientras Gorsky y Lottner intentan encontrar al volátil mafioso Sokolov, no solo interfieren con dos oficiales corruptos de la LKA de Berlín, sino que también cruzan los caminos de las dos ucranianas. El objetivo de la policía, es arrestar a los clanes y sus partidarios. Cuando Gorsky y Lottner finalmente localizan una fábrica de cigarrillos ilegal en la provincia de Brandenburgo, llega al final del enfrentamiento entre la policía y los pandilleros.

## Personajes
- Max Riemelt es Marek Gorsky, un inmigrante judío soviético de Riga. Perseguido por el asesinato de su hermano mayor que había elegido convertirse en un gánster, Marek ha desafiado los valores de su familia y su comunidad al convertirse en un oficial de policía. Por esta razón, es despreciado y considerado un traidor a su propia gente. A pesar de esto, está decidido a hacer cumplir la ley y, en última instancia, a resolver el asesinato de su hermano.
- Ronald Zehrfeld es Sven Lottner, un antiguo agente de la Stasi, aprendiz y socio de Marek en la fuerza policial. Al igual que Marek, Sven es un investigador tenaz que cumplirá con su deber, incluso cuando sea obstruido por colegas policiales corruptos. También es un mujeriego consumado.
- Marie Bäumer es Stella, la querida hermana de Marek, que está casada con Misha, uno de los jefes de la mafia rusa más poderosos de Berlín. Consciente de que su marido tiene una amante, Stella debate dejarlo, pero finalmente se involucra en sus negocios ilegales.
- Mišel Matičević es Misha, un vor v zakone ruso, el dueño del club nocturno de Odessa y el esposo de Stella. El club nocturno es la sede de la familia del crimen que Misha dirige y que le ha dado una fortuna a través del comercio en el mercado negro de cigarrilos. A pesar de tener una amante, se demuestra que Misha es mucho más cariñoso y considerado con su esposa que Tony Soprano, por lo que ella se queda con él de manera implacable.
- Ryszard Ronczewski es el Tío Sasha, un vor v zakone soviético judío de Odessa y pariente de Marek y Stella. A pesar de que parece ser simplemente el simple propietario de un taller de reparación de zapatos, el tío Sasha es visto como el estadista más viejo del inframundo ruso de Berlín. En una conversación con Stella, el tío Sasha cuenta cómo tiene una habitación llena con los zapatos de otros inmigrantes judíos soviéticos que se han unido al inframundo criminal de la ciudad y han sido asesinados en sus peleas. A pesar de su relación con Marek, el tío Sasha se niega a violar la Ley de los ladrones al revelar el nombre del hombre que asesinó al hermano de Marek.
- Alina Levshin es Yelena, una joven y hermosa mujer ucraniana que ha sido atraída a emigrar a Alemania con la promesa de que trabajará en un restaurante. A su llegada, Yelena se entera de que ella y su amiga Svetlana han sido engañadas por una red de tráfico sexual y que se espera que trabajen como prostitutas. A diferencia de Svetlana, Yelena no está dispuesta a hacer trucos y anhela escapar de la red de prostitución. Poco antes de irse a Alemania, Yelena tiene una visión bajo el agua que la lleva a creer que Marek es su verdadero amor.

## Premios y nominaciones
- 2010ː Premio a la televisión alemana a la mejor miniserie
- 2010ː Premio a la televisión alemana al conjunto de actores de Marie Bäumer, Vladimir Burlakov, Alina Levshin, Marko Mandic, Mišel Matičević, Katharina Nesytowa, Max Riemelt y Ronald Zehrfeld.
- 2011ː Premio Grimme[1][2]
- 2011ː Nominación a la Goldene Kamera en la categoría de Mejor actor, dirigida a Max Riemelt.
- 2011ː Premio Bayerischer a Dominik Graf por dirigir Im Angesicht des Verbrechens.